# فیتسن
فیتسن (به آلمانی: Fitzen) یک شهر در آلمان است که در هرتسوگتوم لاونبورگ واقع شده‌است.
 فیتسن  ۳۶۷ نفر جمعیت دارد.